# 野豹蛛
野豹蛛（学名：[Pardosa agraria] 错误：{{Lang}}：文本有斜体标记（帮助））为狼蛛科豹蛛属的动物。分布于日本以及中国大陆的秦岭等地，主要栖息于草丛、树林以及农田。该物种的模式产地在日本。